# Amadea Duraković
Amadea Duraković (Pljevlja, 10 giugno 1988) è una pallavolista serba.
Gioca nel ruolo di schiacciatrice nel Racing Club de Cannes.

## Carriera
La carriera di Amadea Duraković inizia nel 2007, tra le file dell'Odbojkaški Klub Poštar 064. Nelle due stagioni col club di Belgrado, si aggiudica altrettante volte il campionato serbo e la coppa nazionale. Nella stagione 2009-10 va a giocare nel Racing Club de Cannes, con cui vince il campionato francese e la Coppa di Francia, ripetendosi anche nelle due annate successive.

## Palmarès

### Club
- Campionato serbo: 2

2007-08, 2008-09
- Campionato francese: 3

2009-10, 2010-11, 2011-12
- Coppa di Serbia: 2

2007-08, 2008-09
- Coppa di Francia: 3

2009-10, 2010-11, 2011-12